# Horst Teltschik
Horst M. Teltschik, né le 14 juin 1940 à Klantendorf, Reichsgau Sudetenland, est un ancien fonctionnaire politique et gestionnaire économique allemand. De 1972 à 1990, il fait partie du cercle intime d'Helmut Kohl. De 1982 à 1990, il dirige le département de politique étrangère de la Chancellerie. De 1999 à 2008, il préside la Conférence de Munich sur la sécurité.

## Biographie

### Enfance et formation
Horst Teltschik est né en Allemagne, dans la Région des Sudètes. Il est le fils de Richard et Anna Teltschik. À la fin de la Seconde Guerre mondiale, la famille Teltschik s'enfuit en Bavière. Son père, qui était auparavant travailleur indépendant, trouve un emploi d'ouvrier à Tegernsee. Horst Teltschik, qui a été actif dans le mouvement de jeunesse catholique du Bund Neudeutschland, puis responsable de la jeunesse du doyenné, a fréquenté le gymnase de Tegernsee. Il termine ses étude avec un diplôme d'études secondaires en 1960. 
Après avec effectué son service militaire de base en qualité d'officier de réserve, il intègre le Panzer bataillon 54 de 1960à 1962  et obtient le dernier grade : premier lieutenant de réserve, et étudie ensuite les sciences politiques, l'histoire moderne et le droit international à l'Université libre de Berlin de 1962 à 1967. Durant ses études, il est élu président du RCDS à l'Université libre de Berlin, puis président du Land du RCDS à Berlin et vice-président fédéral (1965/66). En 1967, il rédige sa thèse sur le conflit sino-soviétique. 
Après une courte carrière universitaire de 1968 à 1970, en tant qu'assistant à la chaire des relations internationales de Richard Löwenthal à l'Institut de science politique Otto Suhr, Horst Teltschik se dédie complètement à la politique.

## Carrière

### Engagement Politique

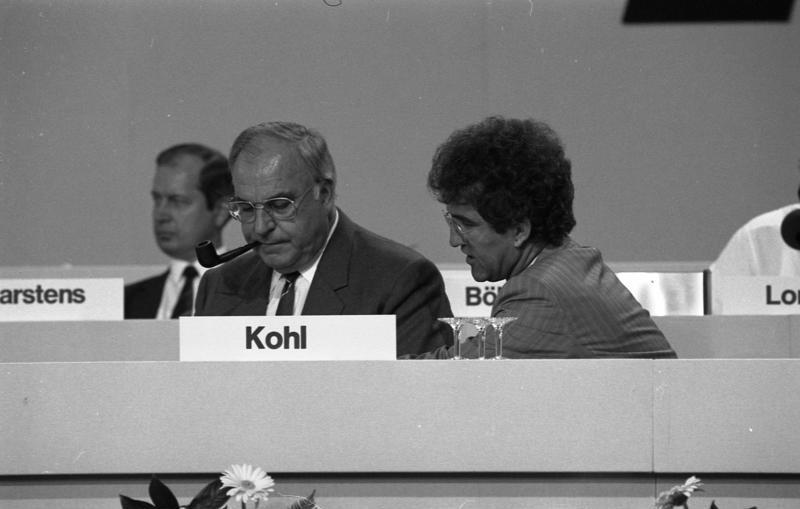
Le chancelier fédéral Helmut Kohl avec Horst Teltschik (à droite) lors de la 34e Congrès fédéral du parti CDU (1986)

De 1970 à 1972, Horst Teltschik dirige le groupe « Politique étrangère et allemande » au bureau fédéral de la CDU, à la Fondation Konrad-Adenauer à Bonn. En 1972, le ministre-président de Rhénanie-Palatinat de l'époque, Helmut Kohl, le recrute comme conseiller ministériel principal auprès de la Chancellerie d'État à Mayence. Depuis lors, Horst Teltschik fait partie de son cercle proche. En 1977, il devient chef du bureau du président du groupe parlementaire CDU/CSU. 
De 1976 à 1982, Helmut Kohl est président du groupe parlementaire du Bundestag et donc chef de l'opposition. 
Après l'élection de Kohl au poste de chancelier le 1er octobre 1982, Horst Teltschik devient directeur ministériel et chef du département des relations étrangères et intra-allemandes, de la politique de développement et de la sécurité extérieure à la Chancellerie fédérale de Bonn.
En 1983, il devient chef adjoint de la Chancellerie fédérale, dirigée par Waldemar Schreckenberger (CDU) puis par Wolfgang Schäuble (CDU) et Rudolf Seiters (CDU). En 1989/90, il est le représentant spécial pour les négociations avec la Pologne. Il participe ensuite aux négociations germano-allemandes pendant la période de transition et la réunification allemande.
Le 10 février 1990, Helmut Kohl et Horst Teltschik rendent visite au président soviétique de l'époque, Mikhaïl Gorbatchev, à Moscou. Le conseiller personnel de Mikhaïl Gorbatchev, Anatoli Tcherniaev, et deux interprètes prennent également part à la discussion. Pour la première fois depuis 1945, le Kremlin reconnait le droit des Allemands à l'autodétermination et Mikhaïl Gorbatchev ouvre la voie à l'unité. 

### Activités dans le secteur de l'économie

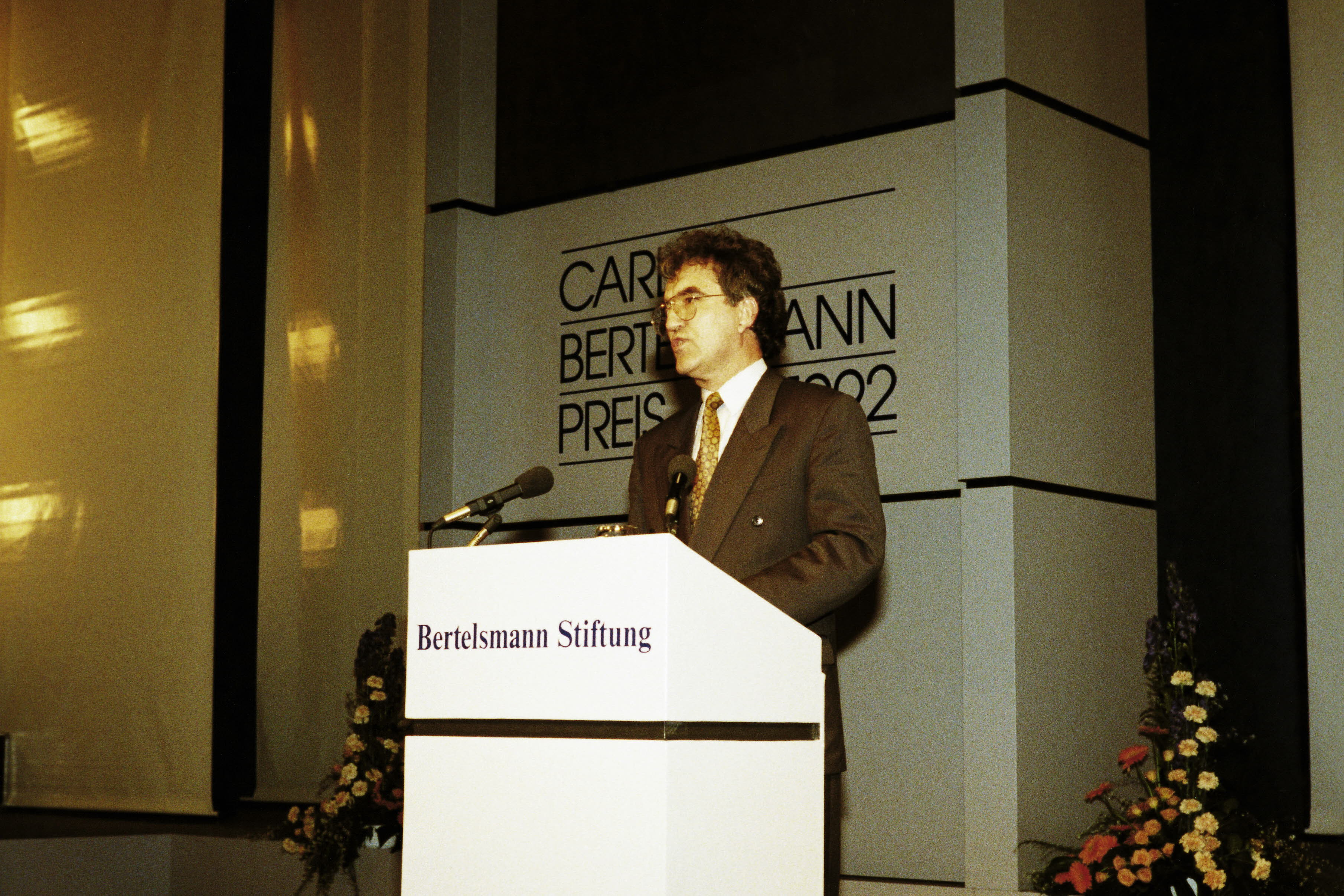
Horst Teltschik lors de la cérémonie de remise du prix Carl Bertelsmann de la Fondation Bertelsmann (1992)

De 1991 à 1992, Horst Teltschik est directeur général de la Fondation Bertelsmann à Gütersloh et est également membre du conseil consultatif.
De 1993 à 2000, il est membre du conseil d'administration du groupe BMW au département « Économie et politique » nouvellement créé, et de 2000 à 2003, il représente le constructeur allemand a sein du conseil d'administration pour l'Europe centrale et orientale, l'Asie et le Moyen-Orient. Et de 1993 à fin 2003, il préside la Fondation BMW Herbert Quandt à Munich.
À partir de 2003, il est président de Boeing Allemagne et vice-président de Boeing International. Après l'escalade du conflit relatif aux subventions d'État entre Boeing et Airbus, qui a abouti à des plaintes croisées devant l'OMC en octobre 2004, les deux parties ont tenté d'apaiser la situation en décembre de la même année. Représentant Boeing, Horst Teltschik a alors déclaré que l’entreprise ne considérait pas l’OMC comme une « instance appropriée » pour régler un différend entre concurrents. Il a pris sa retraite de Boeing le 30 juin 2006 et exerce depuis comme consultant indépendant.

### Conférence de Munich sur la sécurité

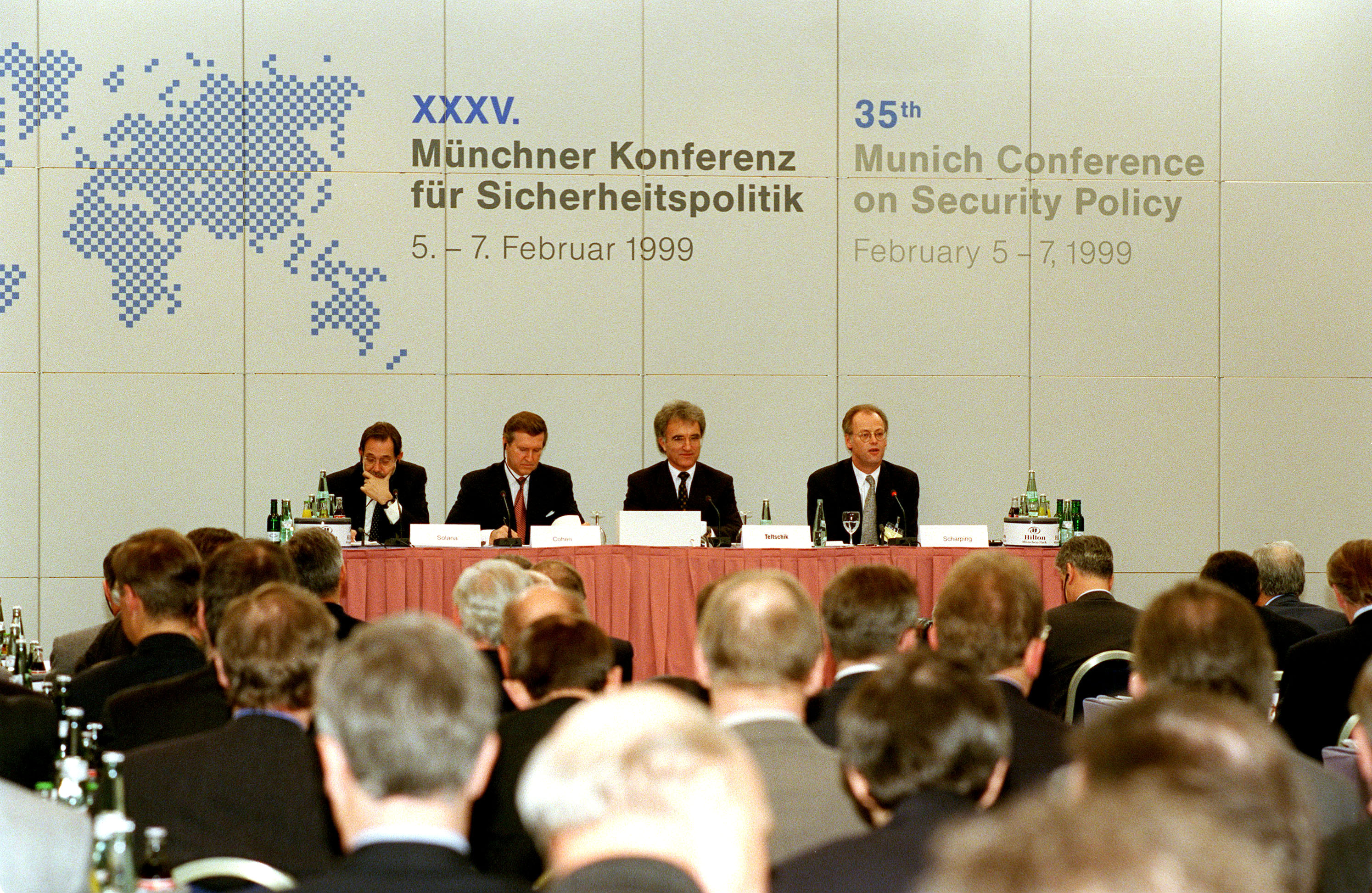
Horst Teltschik (deuxième à partir de la droite) le 35. Conférence de Munich sur la sécurité (1999)

Horst Teltschik préside la Conférence de Munich sur la sécurité de 1999 à 2008. Début mars 2003, le ministère de la Défense et l'Office fédéral de presse envisage le remplacement de Horst Teltschik à ce poste en raison de sa position de président de Boeing Allemagne. Horst Teltschik n'a toutefois vu aucun conflit d'intérêt : « Si Boeing était une entreprise purement axée sur la défense, elle considérerait également sa participation à la conférence comme « problématique ». Cependant, la part militaire de l'entreprise américaine n'est que d'environ 20 pour cent. Il rejette l’étiquette de « lobbyiste » car « si on lui avait seulement demandé d’ouvrir la porte à Boeing, il n’aurait jamais accepté ce poste ». 

### Professeur honoraire
À la mi-2003, il accepte un nouveau poste à la nouvelle Faculté d'économie de l'Université technique de Munich où il enseignait déjà depuis novembre 1996.
En 2009, il devient président fondateur de l'Institut de technologie germano-coréen (KGIT) à Séoul.

## Privé
Teltschik est marié depuis 1967 et a deux enfants. Il vit à Rottach-Egern sur le lac Tegernsee. 

## Engagements

### Le Journal de l'unité allemande, 1991

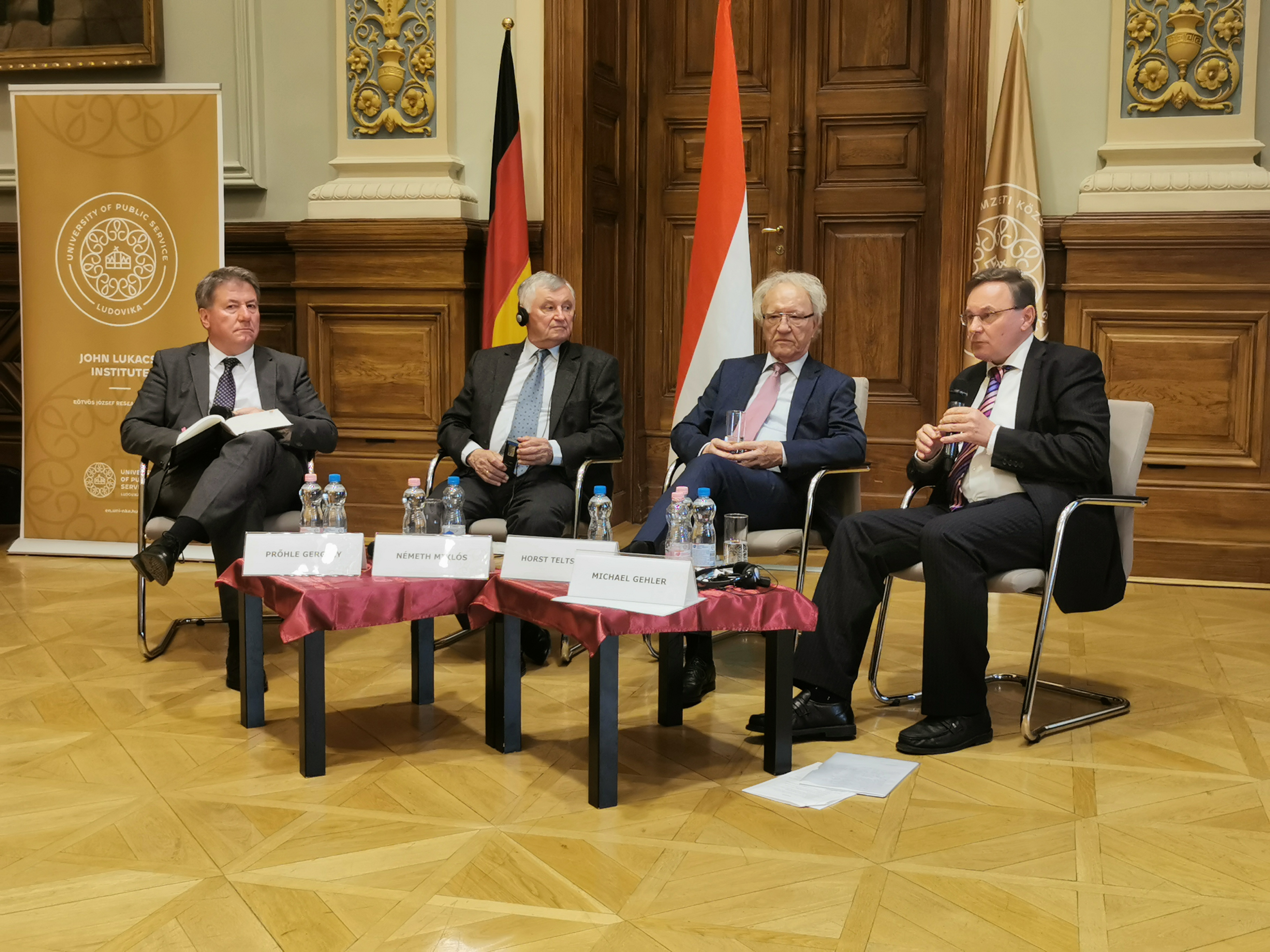
De la détente à la chute du mur

Le journal, édité par Michael Gehler, couvre la période du 9 novembre 1989 au 3 octobre 1990. Cet ouvrage de plus de 1 000 pages mêle récits quotidiens, réflexions rétrospectives et flashbacks, et inclut un long entretien avec Horst Teltschik, en tant que témoin direct des événements. Une première version a été publiée en 1991 par Siedler-Verlag sous le titre 329 Tage, révélant des extraits internes des négociations, qui représentent environ un tiers des entrées du journal. Toutefois, cette édition initiale écartait les sujets sensibles, notamment les tensions entre la Chancellerie fédérale et le ministère des Affaires étrangères, certaines questions liées à la politique de sécurité, le dossier lituanien ainsi que les descriptions de la crise ayant précédé la deuxième guerre du Golfe en 1991.

### Appel à une politique différente à l'égard de la Russie
En 2014, il est l’un des initiateurs de l’appel pour une politique différente à l’égard de la Russie. Horst Teltschik déclare que les initiateurs. « cherchaient un signal politique selon lequel les critiques justifiées de la politique russe en Ukraine ne conduiraient pas à un renversement des progrès que nous avons réalisés dans nos relations avec la Russie au cours des 25 dernières années ».

### Roulette russe, 2019
Dans son ouvrage, Horst Teltschik retrace l’évolution des relations géopolitiques depuis la fin de la guerre froide, en mettant en lumière les occasions manquées des années 1990 pour instaurer un ordre de paix durable. Selon lui, ces opportunités ont été compromises par des erreurs d’appréciation et des malentendus politiques entre l’Occident et la Russie. Il décrit une progressive détérioration des relations, alimentée notamment par l’élargissement de l’OTAN vers l’Est et l’absence d’accords efficaces sur le contrôle des armements, tout en dénonçant le manque d’une politique active de détente. Teltschik met en garde contre une spirale d’escalade dangereuse et plaide pour un retour au dialogue afin de restaurer la confiance et la stabilité.
Dans sa critique publiée dans la Süddeutsche Zeitung du 14 avril 2019, Renate Nimtz-Köster salue la précision avec laquelle Teltschik restitue les événements politiques. Elle relève toutefois une vision trop critique de l’Ukraine. Teltschik rappelle que le dépassement de la guerre froide a été rendu possible essentiellement grâce à la stratégie de l’OTAN, qui, dès la fin des années 1960, a su conjuguer fermeté et ouverture à la détente. En revanche, en 2019, il considère que l’OTAN suit une « voie conflictuelle » et avertit qu’une persistance dans cette stratégie rigide risque d’aggraver encore davantage les tensions avec la Russie. 

### Plan de paix pour l'Ukraine
En 2023, Horst Teltschik œuvre pour la paix en Ukraine avec le professeur Peter Brandt, le professeur Hajo Funke et le général a. D. Harald Kujat . Ils présentent un plan de paix, qui est largement ignoré par les médias et les politiciens,. 

## Adhésions
Horst Teltschik siège dans de nombreux comités et conseils de fondations et d’instituts. Il est notamment membre du Sénat de la Fondation nationale allemande, du conseil d’administration de l’Institut indien, de la Fondation Eugen Biser, des Amis de l’Université hébraïque de Jérusalem en Allemagne, ainsi que de la Fondation Konrad Adenauer. Il est également engagé au sein de CARE Allemagne, de l’Académie allemande des sciences et des arts des Sudètes, de l’association Business Helps the Hungry, et fait partie des conseils consultatifs de l’Initiative atlantique, de Deutsche Vermögensberatung et de Consileon Business Consultancy. 
Horst Teltschik a présidé l’Association des entreprises germano-israéliennes (DIW) de 2002 à 2011. Il est également ancien membre du Forum de dialogue germano-japonais (DJF) et du Groupe consultatif indo-allemand (DIBG). Il siège au comité exécutif du Conseil économique de la CDU, au Conseil allemand des relations étrangères (DGAP) et fait partie du Conseil consultatif international du Council on Foreign Relations (CFR). Entre 1993 et 2003, il préside la Société des amis et des sympathisants de l’Orchestre philharmonique de Munich. De 2000 à 2007, il est membre du Conseil universitaire de l’Académie des beaux-arts de Munich. Il siège également, de 2002 à 2010, au conseil d’administration du groupe pharmaceutique Roche. 
Horst Teltschik est actif au sein du conseil consultatif de l' Alliance pour la justice entre Israéliens et Palestiniens.

## Prix et distinctions
- 1985 :  Commandeur de la Légion d'honneur (France).
- 1985 : Croix de l'Ordre du Mérite de la République fédérale d'Allemagne.
- 1991 : Doctorat honorifique en économie de l’Université Corvinus de Budapest.
- 1991 : Grande Décoration d’Honneur en Argent de la République d’Autriche.
- 1991 : Commandeur de l’Ordre du Mérite de la République de Pologne.
- 1992–2002 : Consul général honoraire de la République de l’Inde pour la Bavière et la Thuringe.
- 1997 : Doctorat honorifique de l’Université Sogang de Séoul.
- 1999 : Prix de l’Avenir (Zukunftspreis) de l’initiative Forum Zukunft, affiliée à la CDU.
- 2000 : Ordre du Mérite bavarois, remis par le ministre-président Edmund Stoiber.
- 2005 : Prix SCOPUS de l’Université hébraïque de Jérusalem.
- 2008 : Grand-Croix de l’Ordre du Mérite de la République fédérale d’Allemagne, à l’occasion de son départ de la présidence de la Conférence de Munich sur la sécurité.
- 2009 : Médaille de la communauté germano-britannique de la Chambre de commerce britannique en Allemagne.
- 2010 : Médaille Manfred Wörner, remise par Karl-Theodor zu Guttenberg[23].

## Publications
- CDU – Siège fédéral, département Politique, groupe de travail Politique étrangère et allemande (éd.) : Sur le traité du 12 août 1970 entre la République fédérale d’Allemagne et l’Union des républiques socialistes soviétiques. Bonn, 1970.
- 329 Tage. Innenansichten der Einigung. 5. Auflage, Siedler, Berlin 1992,  (ISBN 3-88680-424-0).
- Bertelsmann Stiftung (Hrsg.): Grenzen der Kunstfreiheit. Dokumentation der Bertelsmann Stiftung zum Symposium am 27. Oktober 1991 in Gütersloh. Gütersloh 1992.
- Club de politique étrangère de la CSU (éd.) : La politique étrangère allemande dans les années 1990 : Munich, 31 octobre 1991. Munich, 1992.
- Russisches Roulette. Vom Kalten Krieg zum Kalten Frieden. C. H. Beck, München 2019,  (ISBN 978-3-406-73229-4).
- Michael Gehler (Hrsg.): Horst Teltschik: Die 329 Tage zur deutschen Einheit. Das vollständige Tagebuch mit Nachbetrachtungen, Rückblenden und Ausblicken. Vandenhoeck & Ruprecht, Göttingen 2024,  (ISBN 978-3-525-30265-1).